# RTM (azienda)
La RTM (acronimo di Ringhini Torrani Motori) è stata una casa motociclistica italiana fondata da Franco Ringhini e Roberto Torrani nel 1978.

## La storia
Franco Ringhini, milanese, era un valente tecnico che aveva lavorato alla Guazzoni e alla Morbidelli, progettando motori 2T a disco rotante per la classe 50 e la classe 125. Nel 1973 aprì una propria attività a Pesaro producendo motociclette da competizione col proprio nome e iniziò a sviluppare un progetto per un motore quadricilindrico per la classe 350.
Roberto Torrani, ingegnere e industriale romano, mise a disposizione di Ringhini le risorse economiche e tecniche per realizzare il progetto, che prevedeva di collocare il motore a quattro cilindri in quadrato in un telaio a doppia culla realizzato dallo specialista olandese Nico Bakker.
I lavori iniziarono nel 1978 e la messa a punto della moto fu affidata a Paolo Pileri, che la fece esordire in gara l'anno seguente. I programmi per il 1979 prevedevano la partecipazione al Campionato Italiano dove la RTM dimostrò prestazioni notevoli, accompagnate però da una scarsa affidabilità. Un incidente in gara costrinse inoltre la squadra a trovare un sostituito per Pileri, individuato in Gianni Pelletier.
Per il 1980 fu ingaggiato Carlo Perugini, che ottenne alcuni punti nel mondiale e conquistò l'unica vittoria della RTM, in una gara nazionale a Monza.
Arturo Venanzi divenne il pilota per il 1981, ma non completò la stagione a causa della mancanza di parti di ricambio.
Nel frattempo, vista l'ormai prossima abolizione della classe 350, Ringhini e Torrani iniziarono la costruzione di una nuova moto per la classe 250, dotata di un motore bicilindrico e di un telaio Bakker derivati dalla sorella maggiore.
L'improvvisa morte di Torrani pose però fine a tutti i progetti; il materiale fu ceduto a Benedetto Zambotti, ex pilota e tecnico romano che continuò personalmente l'attività del marchio RTM. La 250 fu presto abbandonata a causa della mancanza di sviluppo, mentre dalla 350 venne derivata una 500, combinando parti dei due motori. Anche la 500 però soffrì del problema della mancanza di ricambi, che dovevano essere fabbricati artigianalmente ogni volta. Per questo motivo Zambotti successivamente ripristinò le condizioni originali della 350 e della 250, cedendole poi a un collezionista, e nel 1985 realizzò una nuova 500 utilizzando un telaio di riserva su cui fu montato un motore di derivazione Suzuki RG, mantenendo il nome RTM.
Entrambe le versioni della 500 furono pilotate da Andrea Zambotti, figlio di Benedetto, che ottenne diverse vittorie nelle gare nazionali. 
Nel 1996, in occasione del Gran Premio di Imola valido per il mondiale, fu concessa una wild-card a Zambotti, il quale disputò unicamente le prove libere prima di essere escluso per i tempi troppo elevati.